# My So-Called Life
My So-Called Life è una serie televisiva creata da Winnie Holzman e prodotta da Edward Zwick e Marshall Herskovitz. Questo teen drama è composto da 19 episodi distribuiti in una sola stagione, andata in onda su ABC dal 25 agosto 1994 al 26 gennaio 1995.
Ambientato al fittizio "Liberty High School" a Three Rivers, Pennsylvania, un sobborgo inventato di Pittsburgh, questa serie, premiata dalla critica, non durò a lungo e si concluse con l'aspettativa che sarebbe stata ripresa in una nuova stagione; invece furono prodotti solo 19 episodi, prima che la serie venisse cancellata il 15 maggio 1995.

## Episodi
| Stagione       | Episodi | Prima TV USA |
| -------------- | ------- | ------------ |
| Prima stagione | 19      | 1994-1995    |

## Produzione
La voce narrante della serie, a parte qualche eccezione, è della stessa protagonista, Angela, interpretata da una giovane Claire Danes, poi divenuta attrice di fama internazionale, e che all'epoca stava per assurgere alla notorietà grazie il ruolo di Giulietta nel moderno Romeo + Giulietta di William Shakespeare con Leonardo DiCaprio.
Rilevante anche la musica, perfetta accompagnatrice degli umori dei personaggi negli episodi; la prima puntata finisce con Everybody Hurts degli R.E.M.

### Tematiche
Le trame di My So-Called Life hanno affrontato problemi che di solito non erano menzionati in family-series coevi della metà degli anni Novanta. Questi includevano, tra gli altri, la pedofilia, l'omofobia, la diffusione dell'alcolismo fra gli adolescenti, i senzatetto, l'adulterio, il sesso, la violenza, la scuola, genitori dello stesso sesso, la censura e l'abuso di droga. Mentre per molte serie dell'epoca, Beverly Hills 90210 su tutte, simili problemi venivano affrontati come evento speciale, introdotto all'inizio di un episodio e poi risolto con successo alla fine, in My So-Called Life erano semplicemente parte del mondo e della vita dei personaggi, quindi non vi era un punto di vista moralista/bigotto, tipico di alcune serie statunitensi del periodo, che commentava e che influenzava la risoluzione delle storie. Il titolo stesso del telefilm sottolinea come la percezione del senso della vita di molti adolescenti rimanga sfuggente ed è questo il tema principale della serie. Gli adolescenti di MSCL vivono i loro anni da teenager al liceo in modo difficile e confuso, il contrario di un periodo spensierato pieno di feste e divertimenti.
È da sottolineare la presenza di Ricky, un personaggio gay amico di Angela: mezzo afroamericano e mezzo ispanico, cattolico, ama la compagnia delle ragazze e si trucca; Ricky è indeciso e confuso — quando nel primo episodio l'amica Rayanne gli chiede se sta aspettando qualcosa, lui risponde: «Sì, che la mia vita cominci» —, ma è un personaggio complessivamente positivo, sensibile e socievole. Su di lui pesano una quantità di problemi con cui di episodio in episodio lo spettatore deve confrontarsi: è oggetto di razzismo, suscita diffidenza nei genitori dei suoi amici e viene cacciato di casa dopo il coming out — cosa che era successa anche al suo interprete, Wilson Cruz. Non nasconde la sua attrazione per un paio di compagni, mentre trova supporto nel suo insegnante di inglese, pure lui gay, che lo ospita a casa sua.
Impossibile descriverne oltre lo sviluppo visto che la serie è stata chiusa alla fine della prima stagione, nonostante l'apprezzamento di critica e pubblico. I due episodi della seconda stagione già girati non furono mai trasmessi. Lo stile di MSCL ha ispirato svariate serie che sono venute dopo, come Buffy l'ammazzavampiri, su dichiarazione diretta del suo creatore Joss Whedon, o serie come Six Feet Under e Boston Public, che cercavano di essere realistiche e non sensazionalistiche, come del resto Freaks and Geeks, altra serie poco fortunata.

## Colonna sonora
La colonna sonora è stata realizzata dalla Atlantic Records, uscì il 25 agosto 1994, e fu ristampata nel gennaio 1995.
- Make It Home di Juliana Hatfield
- Soda Jerk di  Buffalo Tom
- Genetic di  Sonic Youth
- Petty Core di  Further
- Drop A Bomb di  Madder Rose
- Fountain And Fairfax di  Afghan Whigs
- South Carolina di  Archers Of Loaf
- Dawn Can't Decide di  The Lemonheads
- The Book Song di  Frente!
- Come See Me Tonight di  Daniel Johnston
- Theme - My So-Called Life, parole e musica di W.G. Snuffy Walden